# Wurfkreisel
Der Wurfkreisel oder Preckel  ist ein sehr altes Spielzeug, das vor allem im Straßenspiel der Kinder über Jahrhunderte eine bedeutende Rolle hatte. Es ist mit dem sich verdichtenden Straßenverkehr und dem Aufkommen des elektronischen Spielzeugs weitestgehend aus dem Spielrepertoire der heutigen Kinder und Jugendlichen verschwunden und nahezu in Vergessenheit geraten. Das Spiel mit dem Preckel zählt gattungsmäßig zu den Kreiselspielen.

## Frühe Nachweise

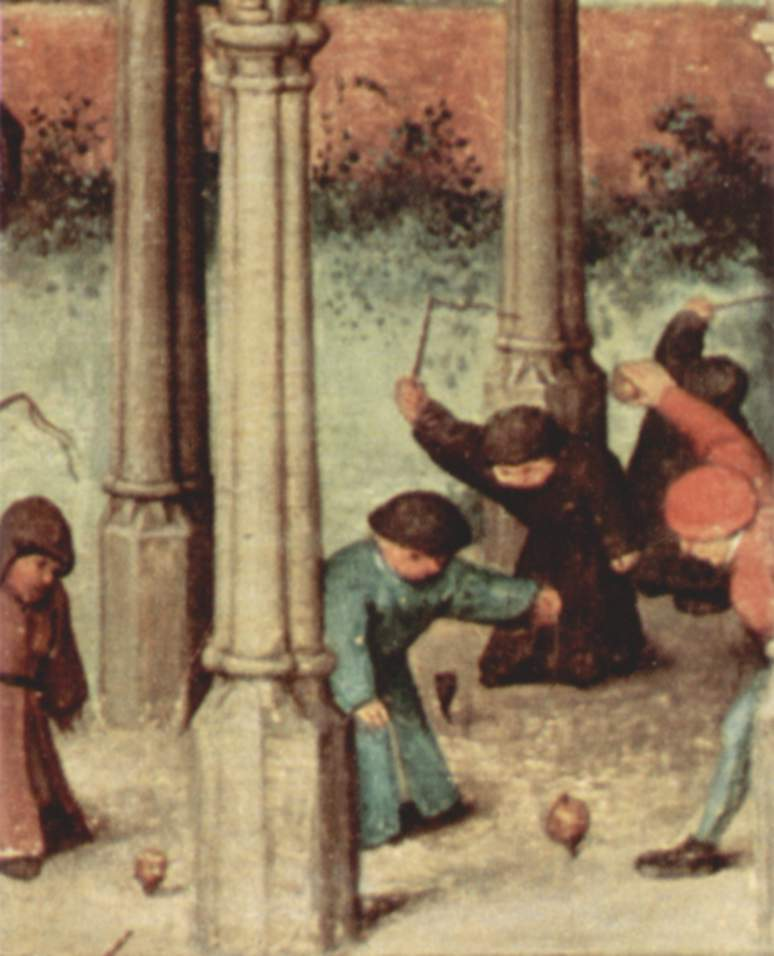
Preckelspiel als Kampfversion, Ausschnitt aus Pieter Brueghel „Die Kinderspiele“ von 1560

Kenntnis und Praxis des Preckelspiel reichen in Europa nachweisbar über fast 500 Jahre zurück. Aber auch in außereuropäischen Ländern wie etwa Vietnam, Japan, Indien oder Südafrika hat das Spiel eine lange Tradition. Nach den Recherchen der Spielforscher Siegbert A. Warwitz und Anita Rudolf ist das Preckelspiel in Bildform erstmals auf dem berühmten Gemälde „Die Kinderspiele“  des niederländischen Bauernmalers Pieter Brueghel der Ältere aus dem Jahr 1560 dokumentiert. Warwitz/Rudolf interpretieren aus Standort, Haltung, Gestik und Zielrichtung des rechten Mitspielers beim Preckelspiel auch bereits die bis in die heutige Zeit bekannte Variante des Kampf- und Kriegsspiels. Zweihundert Jahre später verbildlichte der polnisch stämmige Grafiker und Illustrator Daniel Chodowiecki das Spiel in seinem Kupferstich aus dem Jahr 1774.

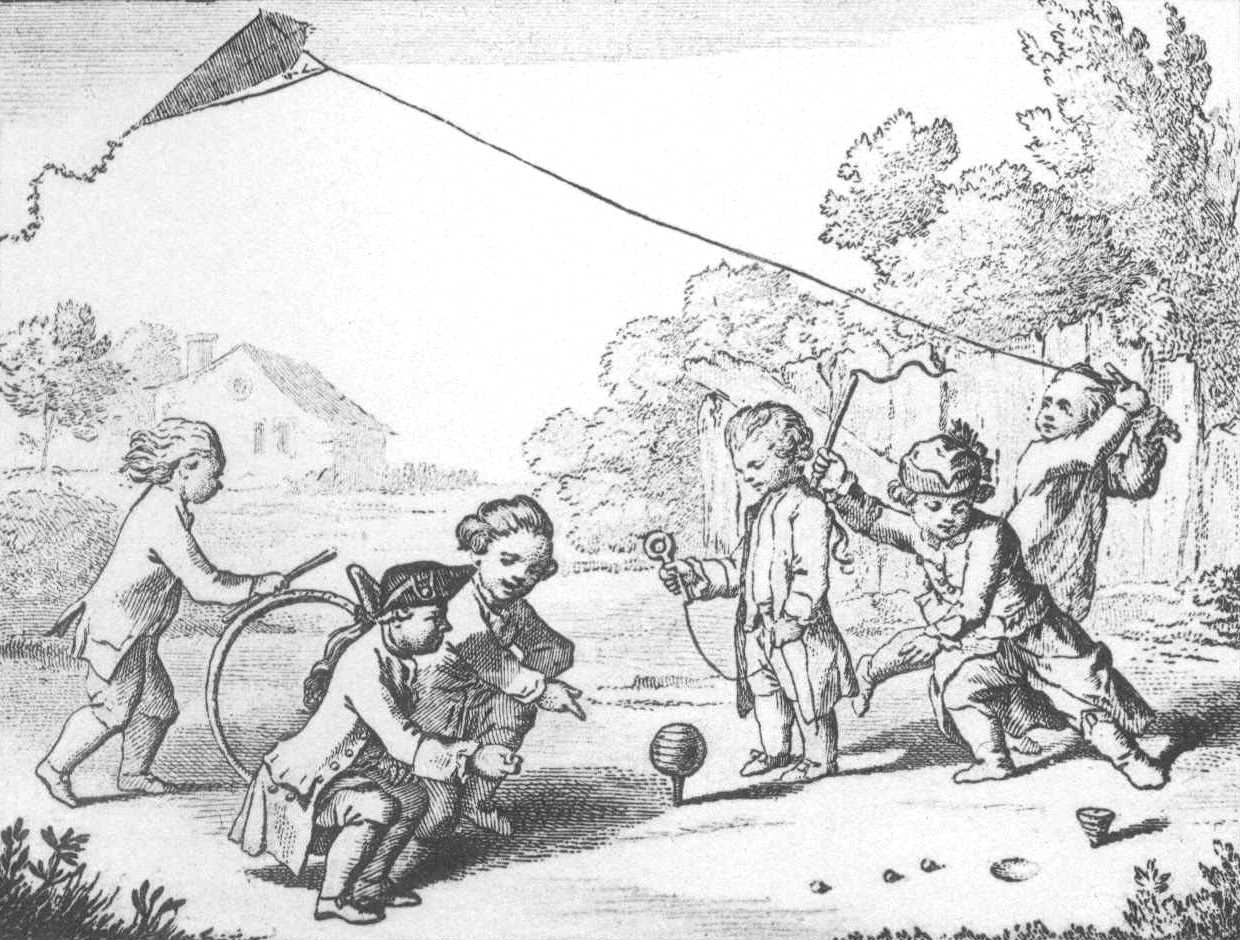
Preckel und Peitschenkreisel in einem Kupferstich von Daniel Chodowiecki, 1774

Die heute bekannte Namensgebung stammt allerdings aus relativ junger Zeit. Warwitz/Rudolf fanden bei ihren über drei Generationen zurückreichenden Befragungen heraus, dass es zumindest bereits seit den 1940er Jahren im norddeutschen Raum unter der gängigen Bezeichnung „Preckel“ gespielt wurde.  In anderen Landesteilen war für Spielgerät und Spiel auch der Name „Wurfkreisel“ üblich. Das Wurfkreisel- oder Preckelspiel war danach noch in den 1950er und 1960er Jahren in Deutschland ein weit verbreitetes und beliebtes Straßenspiel. Im Unterschied zum Peitschenkreisel, der als Geschicklichkeitsspiel von den Mädchen bevorzugt wurde, galt das rauere Preckelspiel als typisches Jungenspiel, das meist in Variationen als Kampf- und Kriegsspiel ausgeführt wurde.

## Internationale Verbreitung

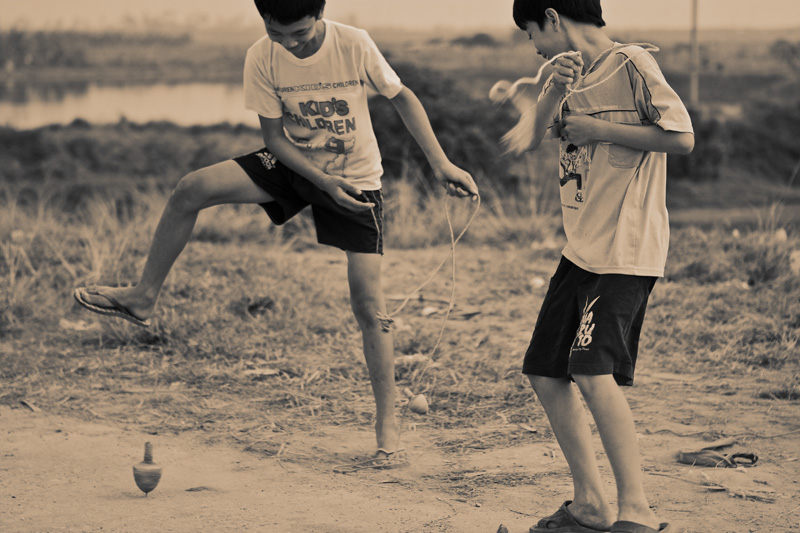
Buben beim Wurfkreiselspiel (Vietnam 2007)

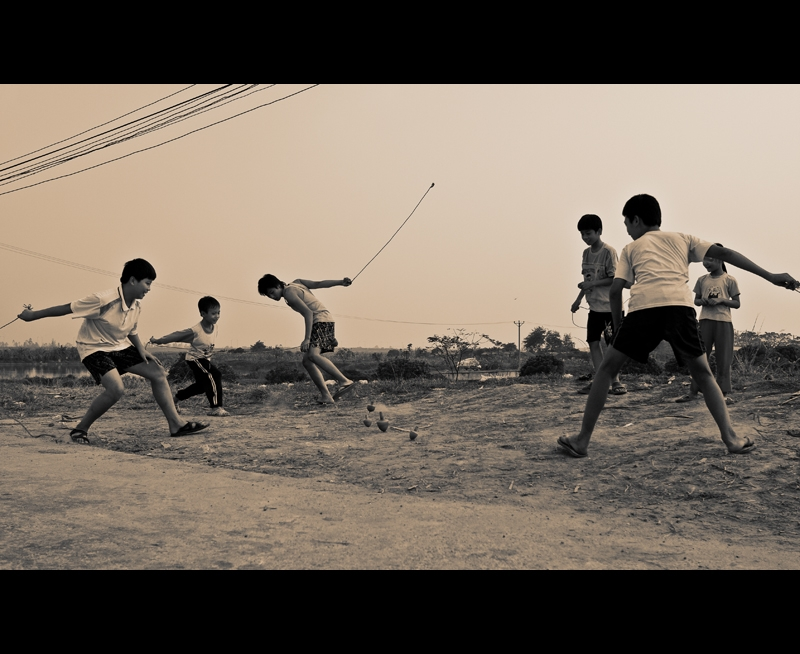
Kampfspiel mit Wurfkreiseln (Vietnam 2007)

Das in Deutschland als Preckel- oder Wurfkreiselspiel bekannte Straßenspiel zeigt sich in zahlreichen weiteren Ländern verbreitet und kann auch dort bereits auf eine längere Tradition verweisen. Neben der frühen, durch Brueghel dokumentierten Erscheinung in den Niederlanden oder durch Chodowiecki in Polen, sind auch Bildnachweise etwa aus Vietnam, Japan, Indien oder Südafrika unter jeweils eigenen, auch ethnisch divergierenden, Namensgebungen vorhanden. Ihre ähnliche Entwicklung und Spielgestaltung schließt gegenseitige Einflüsse durch koloniale Wanderbewegungen, etwa von den Niederlanden nach Südafrika, nicht aus. In den 1970er und 1980er Jahren mussten die bereits weitestgehend vergessenen Spiele in der Lehrerbildung und in Schülerprojekten aus den historischen Quellen schon wiederentdeckt werden.

## Spielgerät und Spielfeld

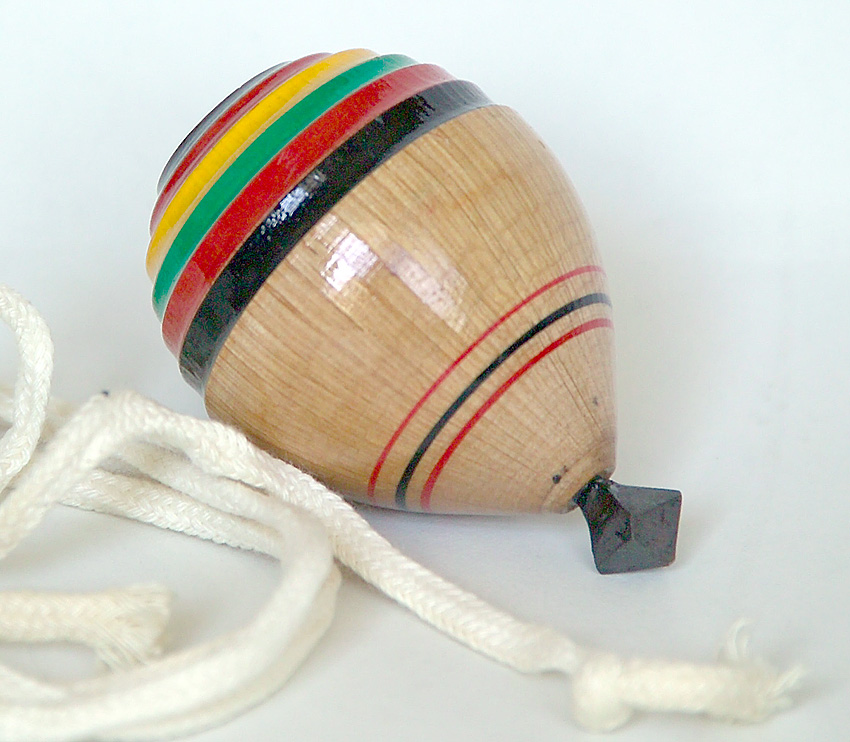
Farbiger Wurfkreisel (Japan 2005)

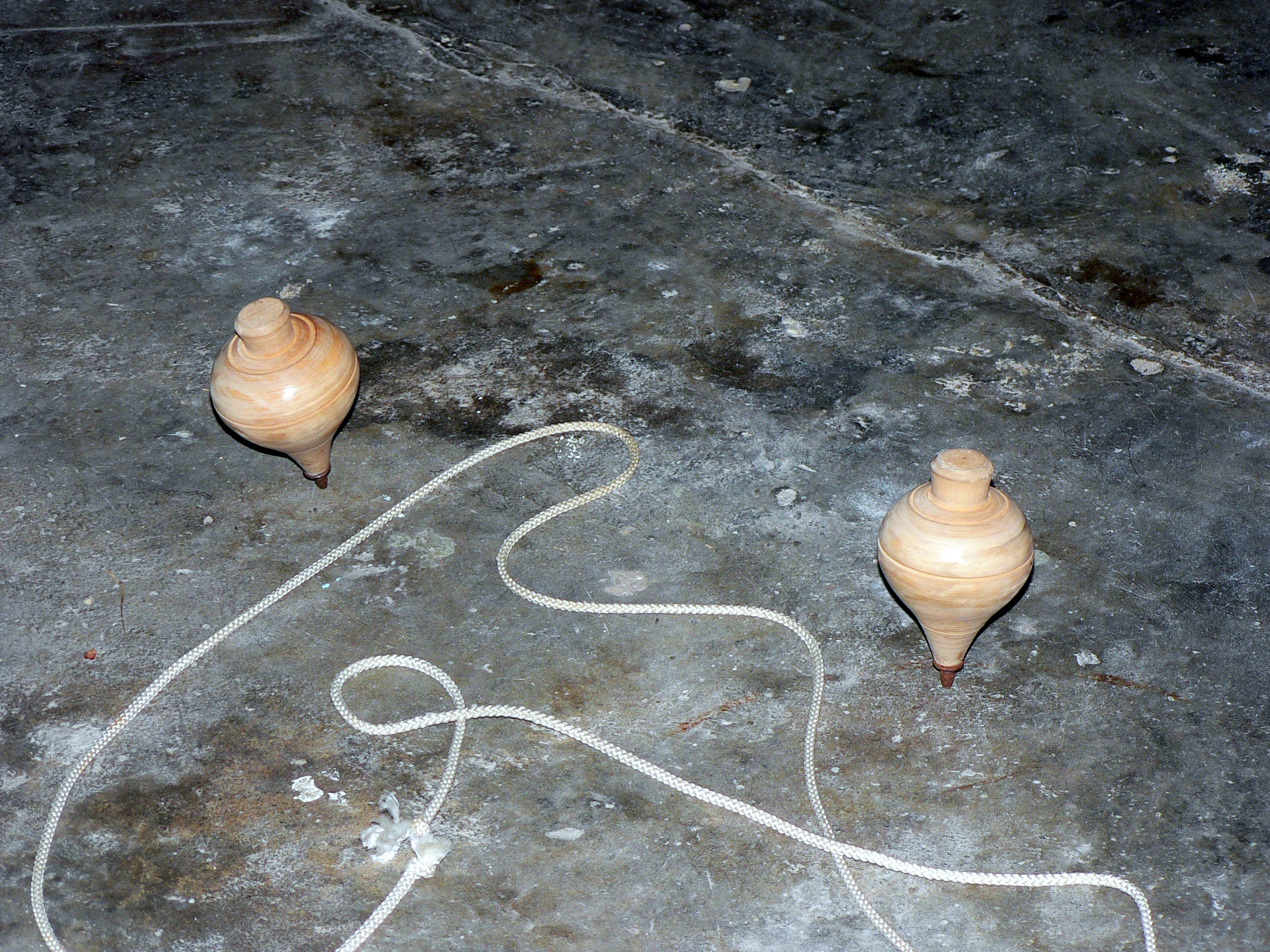
Tanzende Wurfkreisel (Portugal 2006)

Das Spielgerät ist ein birnenförmiger schweren Kreisel aus Hartholz, der von spiralförmig eingekerbten derben Rillen umgeben ist und an seiner Spitze in einen eisernen Docht ausläuft. Dazu gehört eine etwa 50 cm lange Schnur, mit welcher der Preckel umwickelt und durch einen kräftigen Wurf in eine rotierende Bewegung versetzt wird. Der Untergrund muss hart und möglichst glatt sein, damit die Kreiselbewegung nicht zu stark gebremst wird. Es sind nur wenige Quadratmeter Spielfläche erforderlich. Das Spiel wird üblicherweise als sogenanntes Straßenspiel im Freien praktiziert.

## Spielgedanke

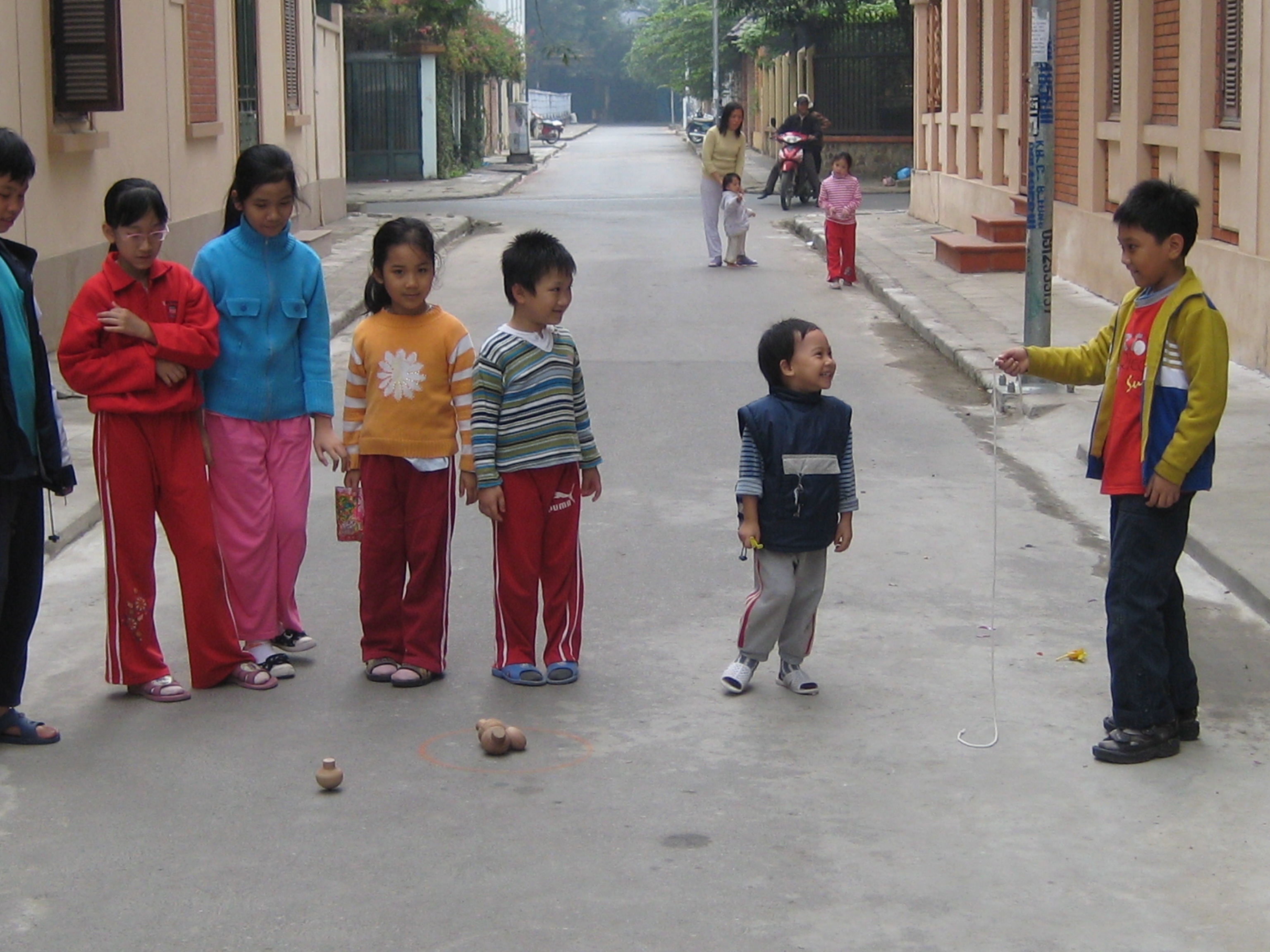
Einweisung in das Preckelspiel (Vietnam 2007)

Der einfache Spielgedanke besteht darin, das mittels einer Schnur umwickelte Spielgerät durch eine energische Wurfbewegung am Boden zum Kreisen zu bringen.

## Spielablauf

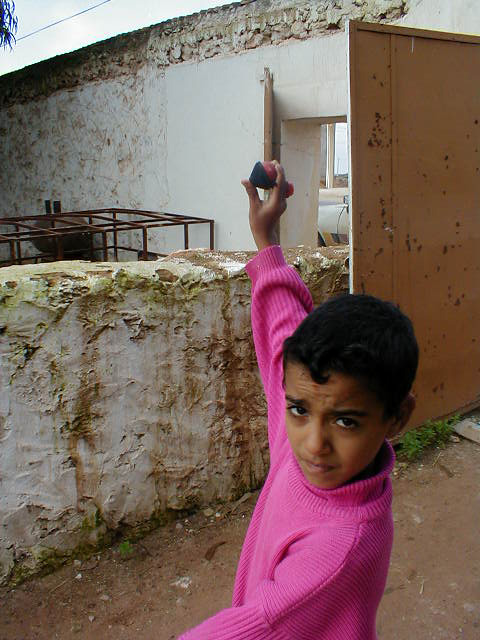
Wurfansatz zum Preckelspiel (Südafrika)

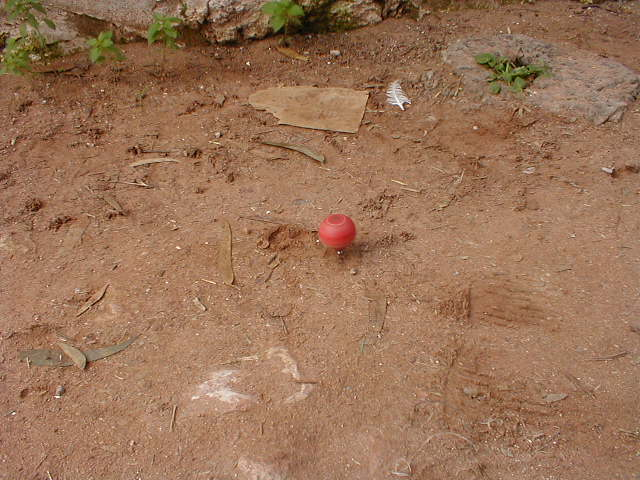
Rotierender Preckel (Südafrika)

Beim einfachsten Spielablauf geht es lediglich darum, den Preckel tanzen zu lassen. Sind mehrere Mitspieler beteiligt, wird auch hier meist bereits ein Wettkampf darum ausgetragen, wessen Preckel nach dem Wurf am längsten in Bewegung bleibt.

## Spielvarianten

### Das Kampfspiel
Nach Warwitz/Rudolf wurde das Preckelspiel noch in den 1950er und 1960er Jahren in einer Variante auch als Kampf- und Kriegsspiel durchgeführt. Spielgedanke war, einen bereits am Boden kreisenden Preckel mit einem zweiten Preckelwurf zu treffen und nach Möglichkeit zu verletzen oder gar zu spalten. Diese Variante wurde mit kriegerischen Ausdrücken wie „Fliegerbombe“ oder „Fliegeralarm“ belegt. Es wechselten bei dieser Spielform ständig die Rollen der Mitspieler als Angreifer und Angegriffener. Gelang es, den „feindlichen“ Preckel zu treffen, wechselte dieser den Besitzer. Aus diesem Grunde mussten immer mehrere Preckel zur Verfügung stehen. Zum Schutz der eigenen Preckel wurde die Oberfläche mit Heftzwecken gepanzert.

### Die Landabnahme
Bei dieser Variante wurde in einem auf dem Boden eingezeichneten Spielfeld „gepreckelt“. Die zwei oder mehr Mitspieler hatten jeweils ein eigenes, durch Striche markiertes „Land“ zur Verfügung, aus dem durch einen fremden Preckelwurf ein Stück herausgelöst und dem eigenen Territorium zugeschlagen werden durfte. Traf der Preckel in den fremden Landabschnitt, durfte an der Stelle eine Linie in Richtung des eigenen Feldes gezogen werden, um das so markierte Landstück an das eigene Land anzugliedern.